# Pheosia gnoma
Pheosia gnoma (tên tiếng Anh: Lesser Swallow Prominent) là một loài bướm đêm thuộc họ Notodontidae.
Chúng có thể tìm thấy ở vùng Cổ Bắc Giới (Bắc và Trung Âu, Nha, Đông Siberia, Viễn Đông Nga, Amur). Chiều dài sải cánh của nó từ 20–26 mm.